# Independence (lớp tàu sân bay)
Lớp tàu sân bay Independence gồm những chiếc tàu sân bay hạng nhẹ được chế tạo cho Hải quân Hoa Kỳ để phục vụ trong Thế Chiến II. Dù chỉ là một giải pháp tình thế đối phó vấn đề thiếu hụt tàu sân bay vào đầu cuộc chiến, chúng cũng góp phần đáng kể vào chiến thắng của Đồng Minh. Do những hạn chế rõ ràng về cấu trúc và khả năng, chúng hầu như được cho ngừng hoạt động không lâu sau khi chiến tranh kết thúc, ngoại trừ ba chiếc được chuyển cho Pháp và Tây Ban Nha sử dụng. Chiếc cuối cùng được cho ngừng hoạt động vào năm 1989 và được cho tháo dỡ vào năm 2000.

## Thiết kế và chế tạo
Sự hình thành lớp này là do mối quan tâm của Tổng thống Franklin D. Roosevelt đối với các kế hoạch đóng tàu của Hải quân Mỹ. Vào tháng 8 năm 1941, khi nguy cơ chiến tranh bắt đầu ló dạng, ông đã lưu ý đến việc không có chiếc tàu sân bay hạm đội mới nào có thể sẵn sàng trước năm 1944; và đề nghị phải nhanh chóng cải biến một số tàu tuần dương đang được chế tạo thành tàu sân bay. Việc nghiên cứu tính năng những chiếc tàu sân bay kích cỡ tàu tuần dương đã bộc lộ ra nhiều hạn chế nghiêm trọng, nhưng tình thế nguy cấp sau vụ quân Nhật tấn công Trân Châu Cảng vào tháng 12 năm 1941 cho thấy nhu cầu cần phải có nhiều tàu sân bay càng nhanh càng tốt. Hải quân đã đáp ứng bằng cách đẩy nhanh tiến độ chế tạo các tàu sân bay lớn thuộc lớp Essex, và vào tháng 1 năm 1942, yêu cầu chuyển đổi một tàu tuần dương thuộc lớp Cleveland thành một tàu sân bay hạng nhẹ.
Kế hoạch phát triển cho việc cải biến này tỏ ra có nhiều hứa hẹn hơn mong đợi, và đã có thêm hai chiếc tàu tuần dương hạng nhẹ khác được tái cấu trúc thành tàu sân bay vào tháng 2, ba chiếc trong tháng 3 và ba chiếc cuối cùng vào tháng 6 năm 1942.
Thiết kế lớp Independence bao gồm cả sàn đáp máy bay cùng sàn chứa máy bay tương đối ngắn và hẹp, với một đảo cấu trúc thượng tầng nhỏ. Để bù trừ cho trọng lượng nặng bên trên, những miếng ghép được bổ sung thêm vào thân tàu tuần dương, khiến cho nó dài hơn thân tàu nguyên thủy 1,5 m (5 ft). Lực lượng không quân phối thuộc ban đầu được dự định có máy bay tiêm kích, máy bay ném bom-tuần tiễu và máy bay ném ngư lôi với chín chiếc mỗi kiểu; sau được định hướng lại gồm khoảng hai tá máy bay tiêm kích và chín máy bay ném ngư lôi.
Đây là những con tàu có khả năng giới hạn, với công dụng chủ yếu là sự có mặt sẵn sàng trước mắt và tốc độ nhanh cần thiết để hoạt động cùng các đội đặc nhiệm tàu sân bay nhanh. Kích thước nhỏ khiến cho đặc tính đi biển khơi kém và tỉ lệ tai nạn máy bay tương đối cao. Việc bảo vệ chúng chỉ ở mức tối thiểu, bom đạn đôi khi phải được cất trong sàn chứa máy bay, một yếu tố góp phần rất lớn vào việc mất chiếc Princeton vào tháng 10 năm 1944.

## Hoạt động
Được hoàn tất từ tháng 1 đến tháng 12 năm 1943, đồng thời với tám chiếc tàu sân bay hạng nặng đầu tiên của lớp Essex, chín chiếc của lớp Independence là một lực lượng thiết yếu trong các chiến dịch tấn công lớn trải suốt khu vực Trung và Tây Thái Bình Dương từ tháng 11 năm 1943 đến tháng 8 năm 1945. Tám chiếc trong số chúng đã tham gia Trận chiến biển Philippine vào tháng 6 năm 1944, cung cấp 40% số máy bay tiêm kích và 36% số máy bay ném ngư lôi tham gia trận đánh, góp phần vào việc vô hiệu hóa lực lượng không quân của hạm đội tàu sân bay Nhật.

## Kết thúc

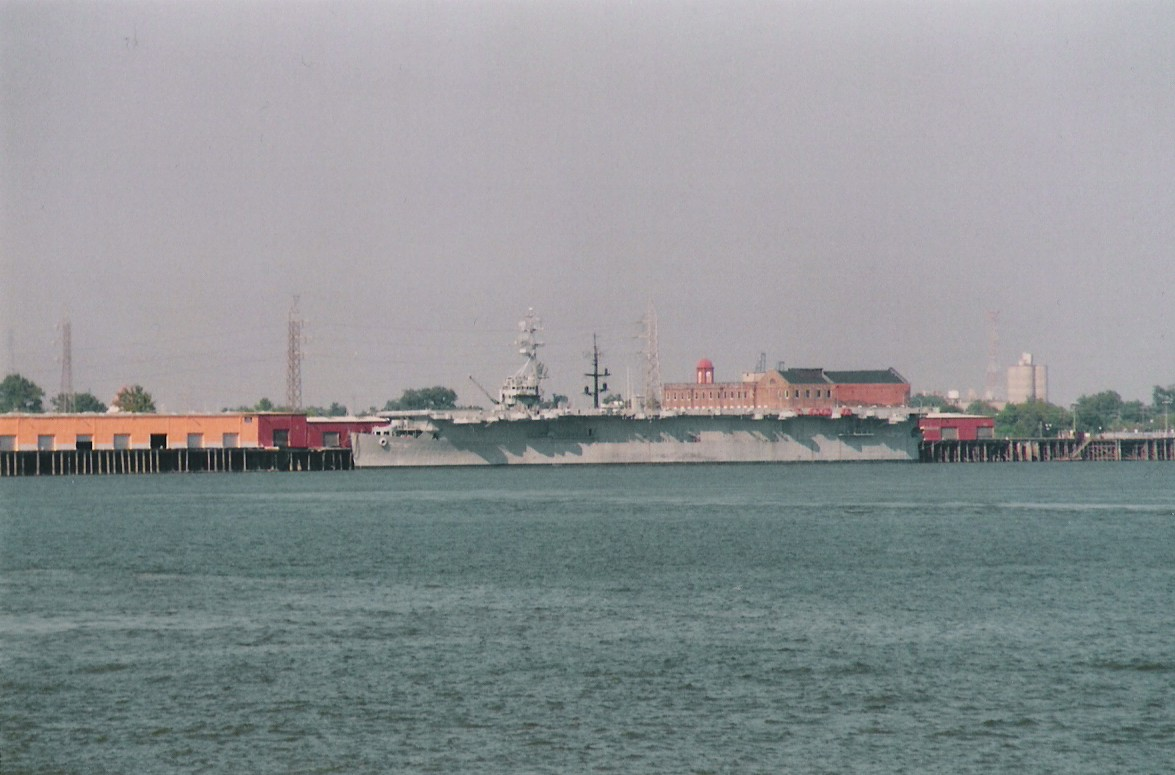
Cabot tại New Orleans, 1995.

Independence kết thúc hoạt động như một mục tiêu thử nghiệm bom nguyên tử, trong khi số còn lại được cho ngừng hoạt động vào năm 1947. Năm chiếc quay trở lại phục vụ trong giai đoạn 1948-1953, trong đó hai chiếc hoạt động trong Hải quân Pháp. Hai chiếc được dùng như những tàu sân bay huấn luyện, trong khi Bataan hoạt động trong Chiến tranh Triều Tiên cùng không lực Thủy quân Lục chiến. Nó và Cabot được hiện đại hóa với những thiết bị chống tàu ngầm vào đầu những năm 1950, cải biến lại chỉ với hai ống khói thay vì bốn. Tất cả, ngoại trừ những chiếc chuyển cho Pháp, được cho ngưng hoạt động trong những năm 1954-1956 và được xếp lại lớp thành những tàu vận chuyển máy bay vào năm 1959. Cabot có một sức sống mới vào năm 1967, khi nó trở thành tàu sân bay Dédalo của Hải quân Tây Ban Nha và phục vụ tại nước này cho đến năm 1989. Trong giai đoạn này, nó là chiếc tàu sân bay đầu tiên được bố trí thường trực kiểu máy bay cất cánh thẳng đứng Harrier. Cho dù có những nỗ lực rất lớn để cố bảo quản con tàu, Cabot vẫn bị tháo dỡ tại Brownsville, Texas bắt đầu từ năm 1999 và kết thúc vào năm 2003.

## Những chiếc trong lớp

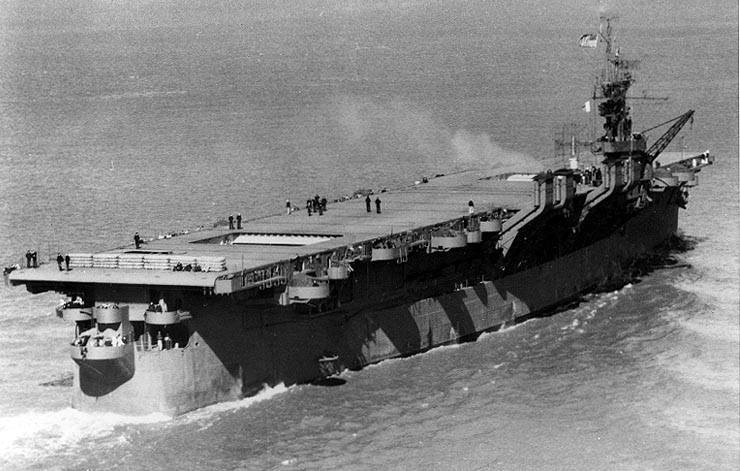
USS Princeton CVL-23

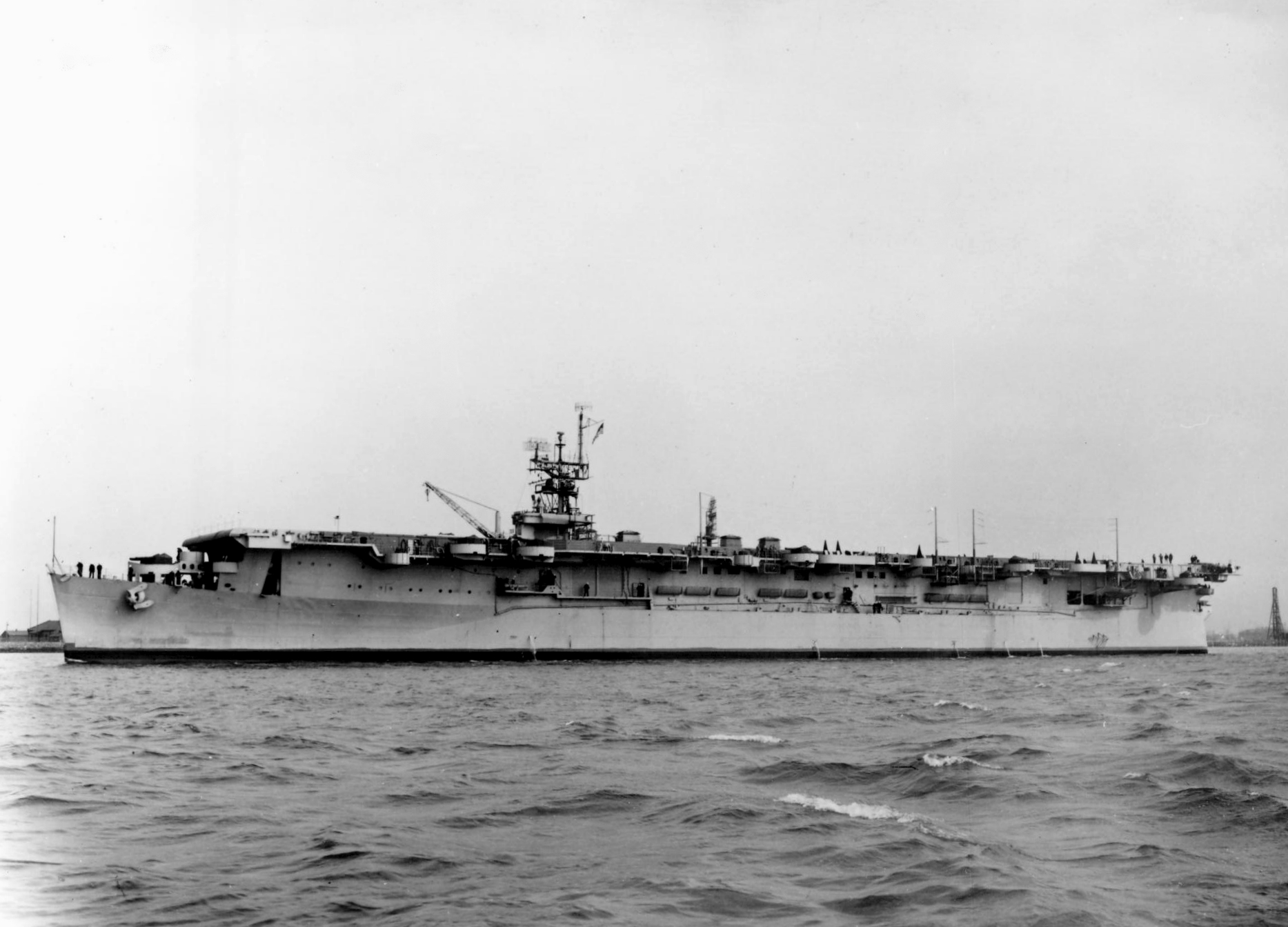
USS Belleau Wood CVL-24

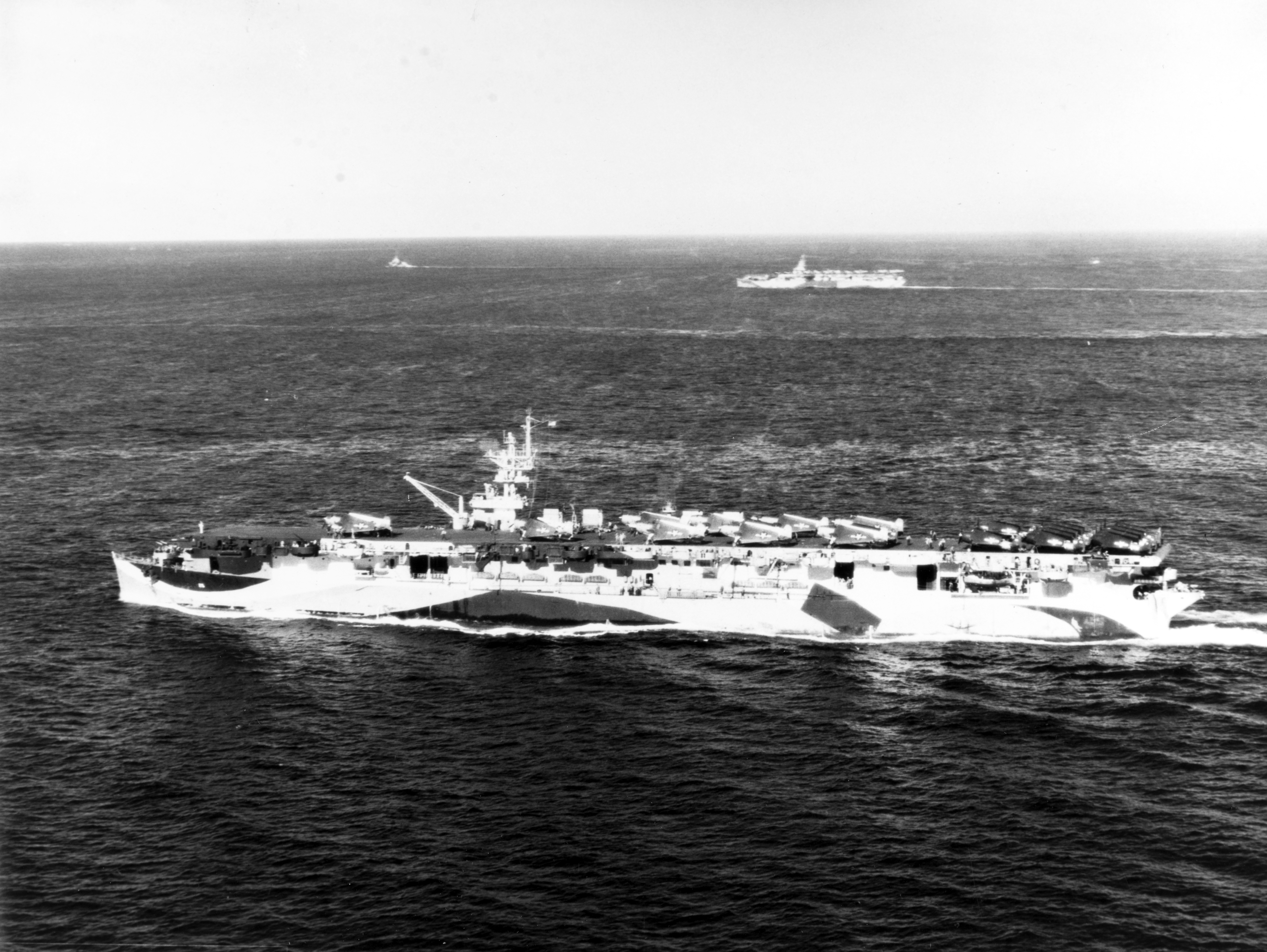
USS Cowpens CVL-25

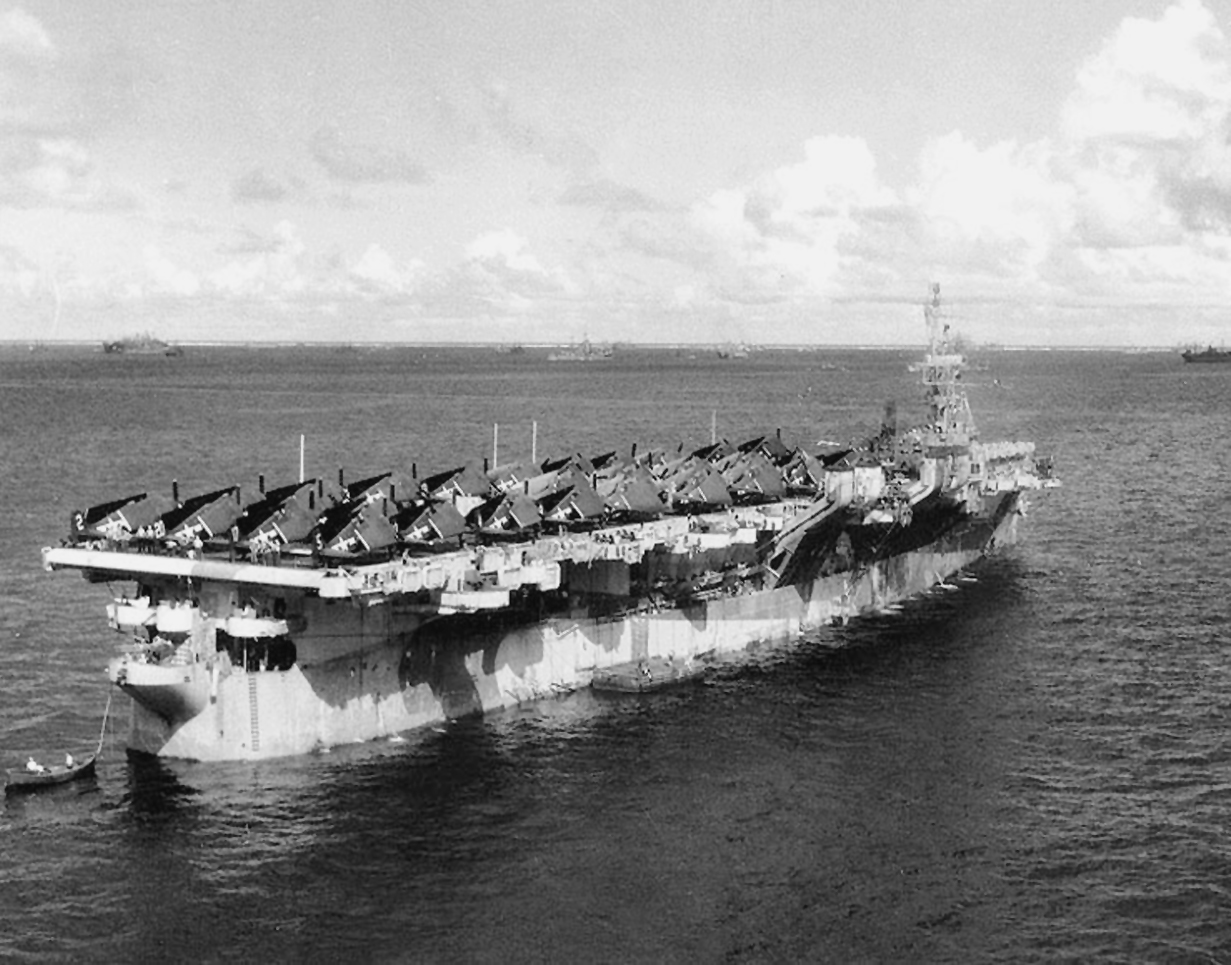
USS Monterey CVL-26

Chín chiếc trong lớp Independence đều được cải biến từ những tàu tuần dương hạng nhẹ thuộc lớp Cleveland và cùng được chế tạo tại xưởng tàu New York Shipbuilding Corporation, Camden, New Jersey. Thoạt tiên được xếp lớp như là "tàu sân bay" (CV), tất cả được xếp lại thành "tàu sân bay hạng nhẹ" (CVL) vào ngày 15 tháng 7 năm 1943 trong khi có bốn chiếc còn đang được chế tạo.
- Independence (CVL-22). Được đặt lườn vào tháng 5 năm 1941 như tàu tuần dương Amsterdam (CL-59); nó được xếp lại lớp thành một tàu sân bay vào tháng 1 năm 1942; hạ thủy vào tháng 8 năm 1942 và đưa ra hoạt động vào tháng 1 năm 1943. Sau chiến tranh, Independence tỏ ra dư thừa đối với nhu cầu của Hải quân Mỹ và được dùng thử nghiệm bom nguyên tử trong chiến dịch Crossroads vào tháng 7 năm 1946, nhưng vẫn sống sót sau cả hai vụ nổ với hư hại nhẹ. Nó được sử dụng để khảo sát sự nhiễm xạ thân tàu, rồi sau đó bị đánh chìm như một mục tiêu tác xạ vào tháng 1 năm 1951.
- Princeton (CVL-23). Được đặt lườn vào tháng 6 năm 1941 như tàu tuần dương Tallahassee (CL-61); nó được xếp lại lớp thành một tàu sân bay vào tháng 2 năm 1942; hạ thủy vào tháng 10 năm 1942 và đưa ra hoạt động vào tháng 2 năm 1943. Princeton bị máy bay Nhật đánh chìm ngày24 tháng 10 năm 1944 trong Trận chiến vịnh Leyte.
- Belleau Wood (CVL-24). Được đặt lườn vào tháng 8 năm 1941 như tàu tuần dương New Haven (CL-76); nó được xếp lại lớp thành một tàu sân bay vào tháng 2 năm 1942; hạ thủy vào tháng 12 năm 1942 và đưa ra hoạt động vào tháng 3 năm 1943. Belleau Wood được cho ngừng hoạt động và chuyển về lực lượng dự bị vào tháng 1 năm 1947; được chuyển cho Pháp vào tháng 6 năm 1951 và hoạt động dưới tên gọi Bois Belleau (R97) trong Hải quân Pháp. Được trao trả về Mỹ để tháo dỡ vào tháng 9 năm 1960.
- Cowpens (CVL-25). Được đặt lườn vào tháng 11 năm 1941 như tàu tuần dương Huntington (CL-77); nó được xếp lại lớp thành một tàu sân bay vào tháng 3 năm 1942; hạ thủy vào tháng 1 năm 1943 và đưa ra hoạt động vào tháng 5 năm 1943. Cowpens được cho ngừng hoạt động và chuyển về lực lượng dự bị vào tháng 1 năm 1947; được rút khỏi Đăng bạ Hải quân và cho tháo dỡ bắt đầu vào tháng 11 năm 1959.
- Monterey (CVL-26). Được đặt lườn vào tháng 11 năm 1941 như tàu tuần dương Dayton (CL-78); nó được xếp lại lớp thành một tàu sân bay vào tháng 3 năm 1942; hạ thủy vào tháng 2 năm 1943 và đưa ra hoạt động vào tháng 6 năm 1943. Monterey được cho ngừng hoạt động và chuyển về lực lượng dự bị vào tháng 2 năm 1947; được cho tái hoạt động như một tàu sân bay huấn luyện vào tháng 9 năm 1950; được cho ngừng hoạt động một lần nữa vào tháng 1 năm 1956; được xếp lại lớp thành một tàu vận chuyển máy bay AVT-2 vào tháng 5 năm 1959 và rút khỏi Đăng bạ Hải quân vào tháng 6 năm 1970.
- Langley (CVL-27). Ban đầu được đặt hàng như tàu tuần dương Fargo (CL-85); nó được xếp lại lớp thành một tàu sân bay vào tháng 3 năm 1942; đặt lườn vào tháng 4 năm 1942; tên được đổi từ Crown Point thành Langley vào tháng 11 năm 1942; hạ thủy vào tháng 5 năm 1943 và đưa ra hoạt động vào tháng 8 năm 1943. Langley được cho ngừng hoạt động và chuyển về lực lượng dự bị vào tháng 2 năm 1947; được chuyển cho Pháp ngày 2 tháng 6 năm 1951 và hoạt động dưới tên gọi La Fayette (R96) trong Hải quân Pháp. Được trao trả về Mỹ và rút khỏi Đăng bạ Hải quân vào tháng 3 năm 1963; được tháo dỡ tại Baltimore vào năm 1964.
- Cabot (CVL-28). Được đặt lườn vào tháng 3 năm 1942 như tàu tuần dương Wilmington (CL-79); nó được xếp lại lớp thành một tàu sân bay vào tháng 6 năm 1942; hạ thủy vào tháng 4 năm 1943 và đưa ra hoạt động vào tháng 7 năm 1943. Cabot được cho ngừng hoạt động và chuyển về lực lượng dự bị vào tháng 2 năm 1947; được cho tái hoạt động và hiện đại hóa thành một tàu sân bay chống tàu ngầm (ASW) vào tháng 10 năm 1948. Được cho ngừng hoạt động vào tháng 1 năm 1955, được hiện đại hóa trong những năm 1965- 1967 và chuyển cho Tây Ban Nha như tàu sân bay Dédalo (R01) vào ngày 30 tháng 8 năm 1967. Được rút khỏi Đăng bạ Hải quân Hoa Kỳ và bán cho Tây Ban Nha vào tháng 8 năm 1972. Được cho ngừng hoạt động để bảo tồn tại New Orleans vào tháng 8 năm 1989. Sau khi các nỗ lực giữ lại con tàu bị thất bại, nó được tháo dỡ tại Brownsville, Texas bắt đầu từ tháng 10 năm 2000.
- Bataan (CVL-29). Ban đầu được đặt hàng như tàu tuần dương Buffalo (CL-99); nó được xếp lại lớp thành một tàu sân bay vào tháng 6 năm 1942; đặt lườn vào tháng 8 năm 1942; hạ thủy vào tháng 8 năm 1943 và đưa ra hoạt động vào tháng 11 năm 1943. Bataan được cho ngừng hoạt động và chuyển về lực lượng dự bị vào tháng 2 năm 1947; được cho tái hoạt động và hiện đại hóa thành một tàu sân bay chống tàu ngầm (ASW) vào tháng 5 năm 1950. Nó được cho ngừng hoạt động lần cuối cùng vào tháng 4 năm 1954 và rút khỏi đăng bạ hải quân để tháo dỡ vàotháng 9 năm 1959.
- San Jacinto (CVL-30). Ban đầu được đặt hàng như tàu tuần dương Newark (CL-100); nó được xếp lại lớp thành một tàu sân bay vào tháng 6 năm 1942; đặt lườn vào tháng 10 năm 1942; tên được đổi từ Reprisal thành San Jacinto vào tháng 1 năm 1943; hạ thủy vào tháng 9 năm 1943 và đưa ra hoạt động vào tháng 12 năm 1943. San Jacinto được cho ngừng hoạt động và chuyển về lực lượng dự bị vào tháng 3 năm 1947. Nó được rút khỏi đăng bạ hải quân vàotháng 6 năm 1970.